# 旭川河

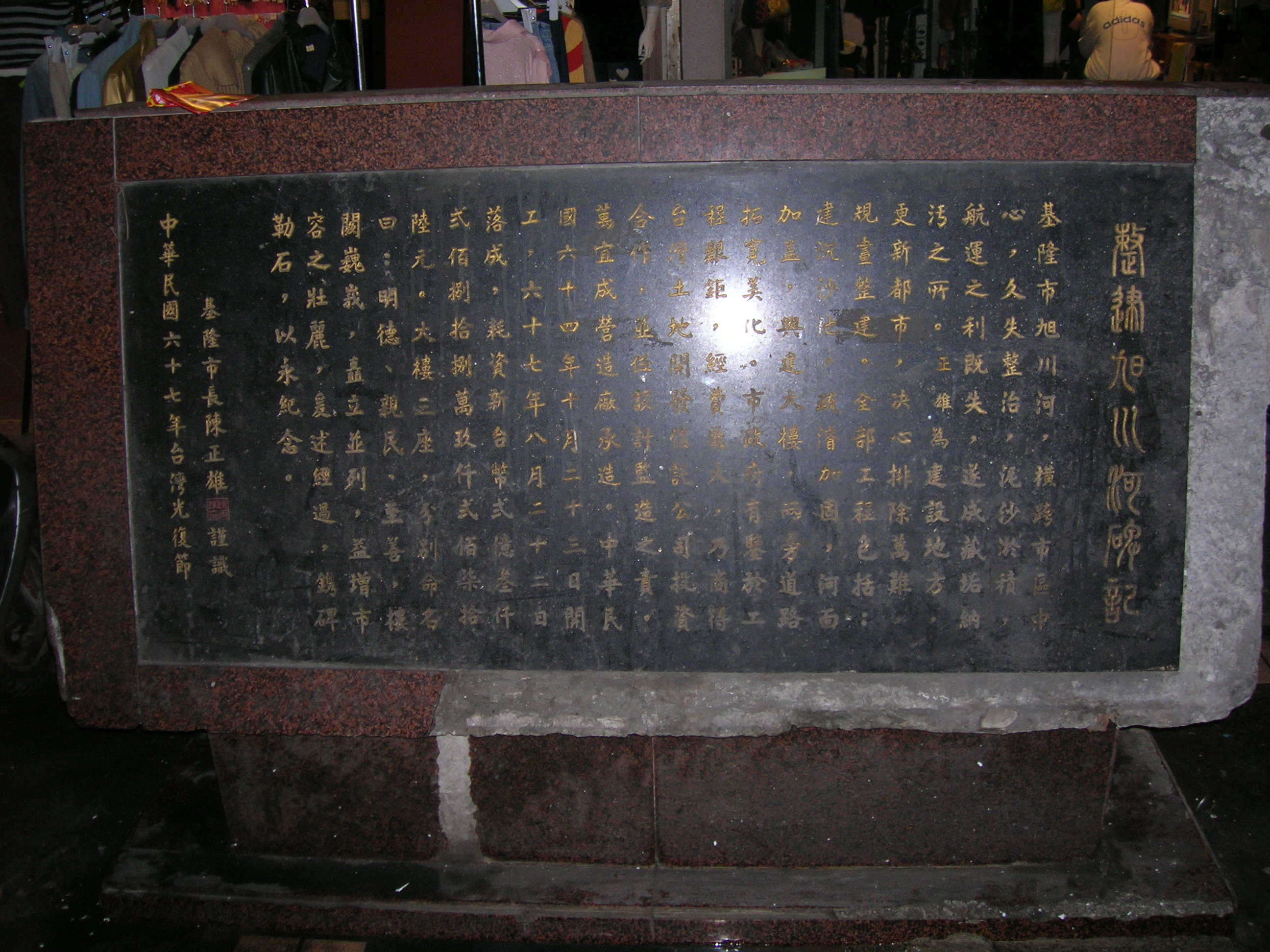
整治旭川河碑記

旭川河，位於台灣基隆市，又稱基隆運河、旭運河，屬於基隆港水系，是基隆市區的主要河川之一。

## 沿革
旭川河原為基隆市區的石硬港河（現在的南榮河）下游河道，基隆市區的第一條街肆──崁仔頂街就建於河畔。1929年，日本人開始基隆港的第四期築港工程，並同時進行市區內河川的整治。在此之前，位於市區西側的西定河下游進行改道工程，改與南榮河的河道合流，並將此河段整治成為運河，於1909年動工，1912年竣工。完工後，日本人將此運河取名為「旭川」，並設置船渠及小型碼頭設施。
1945年中華民國代管台灣後，旭川改名基隆運河，一般稱為「旭川河」或「旭運河」。由於基隆市區的面積開始擴張，但基隆的平地面積狹小，市區已經沒有更多的平地可供開發，使得與河爭地成為了舒緩市街混亂的重要選擇之一。於是1959年基隆市政府動工填平仁五路附近旭川河的船澳及部份南榮河河床，之後在此新生地上興建了東和大樓及基隆市警察局第一分局廳舍。由於旭川河於戰後日漸淤塞，市府在1975年至1978年間於旭川河進行大規模的整治工程，在整個旭川河的河面上加蓋，興建了明德、親民、至善三棟大樓，並將原本旭川河岸的住戶遷入。
目前這幾棟在旭川河上的大樓興建年限皆超過二十年，但是河床底下的污泥及垃圾經過長年堆積皆未清理，所形成的大量沼氣已經成為了一顆不定時炸彈。目前基隆市政府考慮拆除旭川河上的大樓群，並將沿著旭川河興建的東岸高架橋一併拆除，將旭川河岸整治成為林蔭大道。

## 紀念
中華民國政府與中華民國海軍為紀念旭川河，故將沱江級巡邏艦四號艦與量產型取其首「旭」再加上海軍取名巡邏艦時慣用的江字，取名為「旭江號」。

## 觀光景點
- 崁仔頂漁市
- 林開郡洋樓
- 廟口夜市
- 慶安宮（基隆媽祖廟）
- 仁愛市場（老一代基隆市民稱為「大市場」）